# روبرت موني
روبرت موني هو سياسي كندي، ولد في 10 أغسطس 1873، وتوفي في 30 يناير 1953.